# 軽井沢町歴史民俗資料館
軽井沢町歴史民俗資料館(かるいざわまちれきしみんぞくしりょうかん)は長野県北佐久郡軽井沢町にある博物館。

## 概要
昭和38年（1963年）勝田主計元大蔵大臣の別荘を買収し、「軽井沢町資料館」が開設された。その後、資料の追加や展示会を経て、同54年（1979年）に「軽井沢町歴史民俗資料館建設特別委員会」が設置され、翌55年（1980年）に博物館法に準拠した施設として現行の施設として開館した。
常設展示は、第1展示室が「道の文化史と軽井沢」、第2展示室が「別荘と文化活動」、第3展示室が「高冷地のくらしと民具」にテーマを分けて展示している。主な展示品は、「道の文化史と軽井沢」では、茂沢南石堂遺跡（縄文時代中後期）や入山峠祭祀遺跡の出土品に加え、軽井沢3宿（軽井沢宿、沓掛宿、追分宿）に関連する、参勤交代の諸大名の通行日記帳や、皇女和宮下向の記録などの古文書約5600点、街道を往来した馬具、碓氷峠のアプト式レールなどが展示されている。「別荘と文化活動」では、明治時代の別荘の模型や、軽井沢の文学地図が展示され、アレクサンダー・クロフト・ショーに関する資料や、吉沢三朗コレクションの中国陶磁器などもある。「高冷地のくらしと民具」では荻原豊次が発明した保温折衷苗代や、天然氷を作るための民具などが展示されている。

### 旧近衛文麿別荘（市村記念館）
市村今朝蔵の遺族から寄贈され、平成11年（1999年）に開館。近衛文麿の資料のほか、軽井沢開発に尽力した雨宮敬次郎の資料も展示されている。
所在地は軽井沢町大字長倉2112番地21。